# Nordwestküstenkultur

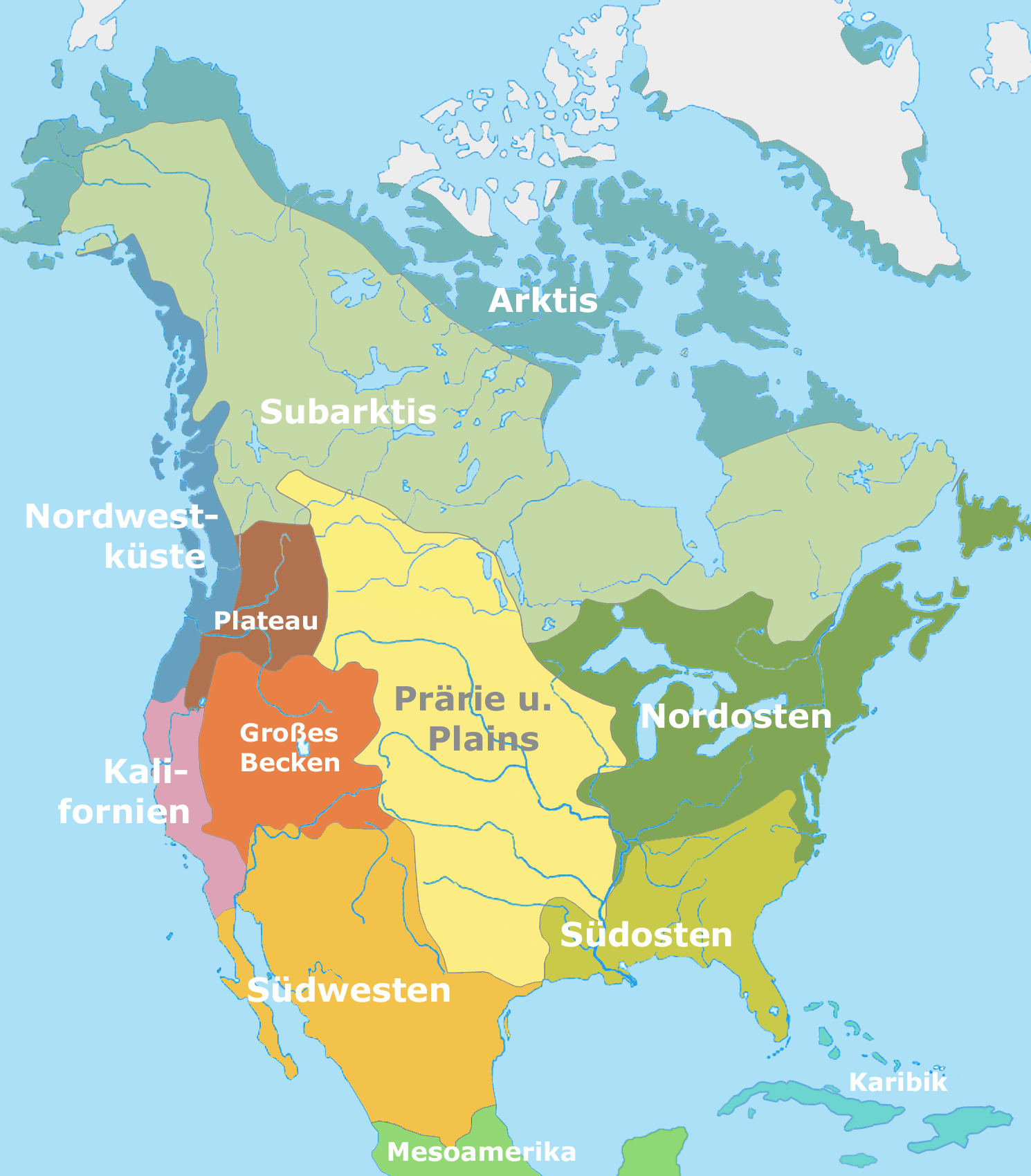
Nordamerikanische Kulturareale

Die Nordwestküstenkulturen umfassen ähnliche Kulturen der Indianer Nordamerikas im Pazifischen Nordwesten (vom nördlichen Kalifornien bis ins südliche Alaska), die – trotz einer großen Vielfalt unterschiedlicher Ethnien und Sprachen – als gemeinsames Kulturareal zusammengefasst werden. Die Hauptnahrung dieser Menschen waren Fische, Robben und Wildpflanzen. Verschiedene Stämme jagten Wale. Sie gehörten damit zu den spezialisierten, sesshaften und komplex organisierten Jägern und Sammlern. Graeber und Wengrow weisen darauf hin, dass die Bewohner des Kulturareales durch den Anbau bestimmter Pflanzen für rituelle Zwecke oder Luxusartikel mit landwirtschaftlichen Methoden vertraut waren. Demnach war es ihre bewusste Entscheidung, auf den Anbau von Nahrungsmittelpflanzen zu verzichten.
Die Menschen der Nordwestküste bewohnten Plankenhäuser aus Zedernholz. Infolge reichlich vorhandener Meeresnahrung hatten die Stämme entlang der Küste ein leichtes Leben. Bemerkenswert war die materielle Kultur. Die soziale Ordnung beruhte auf drei gesellschaftlichen Rängen: Aristokratie, Gewöhnliche und Sklaven, letztere waren meist Kriegsgefangene (die im Laufe der Zeit sozialisiert und frei wurden). Bei dem so genannten Potlach (Nootka-Wort, patschatl = geben) wurden Geschenke verteilt. So demonstrierten die Besitzenden die Bedeutung ihres Ranges. Der Potlach diente nur dem Zweck, eigenes Prestige zu erhöhen. Von 1885 bis 1951 herrschte in Kanada ein staatliches Potlach-Verbot.
Die Basiswährung dieser Stämme war der Copper, schildartige, kunstvoll getriebene, gravierte Kupferbleche. Als Transportmittel besaßen sie lange, reichhaltige geschnitzte Kanus aus Zedernholzstämmen. Die Totempfähle (Wappenpfähle), die sie an der Frontseite ihrer Häuser aufstellten, symbolisierten die Geschichte ihres Klans. Bei den meisten Stämmen durfte ein Indianer niemanden aus seiner Sippe oder der seiner Mutter heiraten. Bei vielen Stämmen galt auch die mütterliche Erbfolge.
Graeber und Wengrow führen die gegensätzlichen Kulturmerkmale zwischen der Nordwestküstenkultur und den Kulturen (Nord)-Kaliforniens – die trotz ähnlicher ökologischer Lebensbedingungen erheblich sind – als prominentes Beispiel für ihr Konzept der Schismogenese (bewusste Abgrenzung durch gegensätzliche Verhaltensweisen) an.

## Archäologische Forschung
Die archäologische Untersuchung des Fraser-Mündungsgebietes erbrachte die Ermittlung der Stufenfolge innerhalb der Nordwestküstenkultur. Es zeichneten sich drei Hauptperioden ab: 
- Frühzeit (1000 v. Chr.–Zeitenwende);
- Zwischenzeit (Zeitenwende–1250 n. Chr.)
- Spätzeit (1250–Gegenwart).

In der Locarno Beach-Phase der Frühzeit war die Jagd auf Meeressäugetiere die Hauptquelle der Nahrungsbeschaffung. Das Geräteinventar umfasste vor allem Harpunenspitzen aus Geweih und Knochen, seltener aus geschliffenem Schiefer oder Steinabschlägen. Vermutlich benutzte man Fellboote. Während größere, zur Holzbearbeitung geeignete Werkzeuge fehlten, fanden sich kleine Querbeile und Stechbeitel aus Nephrit. Der Beginn des typischen Nordwestküsten-Charakters der dreidimensionalen Skulptur wird durch den Fund mehrerer kleiner, steinerner Lippenpflöcke und eines Wurfholzhakens in Form eines Menschenkopfes belegt.
In der Marpole-Phase (300 v. Chr.–400 n. Chr.) wurde das Inventar verfeinert und erweitert. Man verwendete immer häufiger in Abschlagtechnik hergestellte, besser gearbeitete Spitzen und geschliffene Steingeräte. Die halbmondförmigen Messer, den „Frauenmessern“ der Eskimos ähnlich, wiesen jetzt fachgemäßere Formen auf. Große steinerne Querbeile und gewichtige Hämmer lassen den Schluss zu, dass man jetzt Einbäume herstellte. Die Dörfer bestanden wohl aus Blockhäusern, wie man sie vom ethnographischen Befund kennt. Sie bedeckten eine größere Fläche. Als bedeutende Entwicklung zeichnet sich die Herstellung steinerner Skulpturen ab. Dabei handelt es sich vorwiegend um die Darstellung Sitzender, die Schalen in den Händen halten. Das Material der Skulpturen war Steatit (Speckstein) oder Sandstein. Die Köpfe weisen bereits die typischen hochgezogene Brauen und die eingekerbten Augen des Nordwestküstenstils auf. Vielleicht benutzte man die Gefäße bei schamanischen Ritualen.

## Einige Völker der Nordwestküste
- Eyak[4]
- Tlingit
- Haida

kulturell zu den Küsten-Salish zählende Völker
- Nuxalk (Nuxalkmc) Stämme
  - Kimsquit
  - Tallheo / Talio / Talyu
  - Stuic / Stuie
  - Kwalhna / Kwatna
- Chinook-sprachige gleichnamige Chinook Völker
  - Clatsop (Tlatsop)
  - Shoalwater Bay Tribe
  - Kathlamet
  - Multnomah
  - Wishram (auch: Tlakluit oder Echeloot)
  - Wasco

Kalapuya-sprachige Gruppen
- Kalapuya

Tsimshian-sprachige Völker
- Nisga’a
- Gitxsan (Gitksan)
- Tsimshian (Ts’msyan)

Wakash-Sprachige Völker
- Nuu-chah-nulth (Nootka)
- Ditidaht (früher: Nitinat)
- Makah (Kwih-dich-chuh-ahtx)
- Kwakwaka'wakw (früher: Kwakiutl) („Kwak'wala-sprechenden Völker“)
- Heiltsuk (früher: Bella Bella)
- Wuikinuxv (früher: Oowekeeno oder River Inlet People)
- Haisla (Xai:sla)